# Coppa Ibero Japan
La Coppa Ibero Japan è stata una competizione goistica giapponese, sponsorizzata dalla Ibero Japan e organizzata dalla Nihon Ki-in. Disputata in tre edizioni tra il 2014 e il 2017, era riservata ai goisti under-18, professionisti e dilettanti, con una borsa di 300.000 yen per il vincitore.
I 16 partecipanti (18 nella seconda e terza edizione) si affrontavano in un torneo a eliminazione diretta. Il tempo principale era di 1 ora, con byo-yomi di 5 minuti e komi pari a 6,5.

## Albo d'oro
| Edizione | Anno | Vincitrice       | Finalista           |
| -------- | ---- | ---------------- | ------------------- |
| 1.       | 2014 | Ichiriki Ryo 7d  | Huo Iemoto 2d       |
| 2.       | 2016 | Rina Fujisawa 3d | Toramaru Shibano 2d |
| 3.       | 2017 | Ryuhei Onishi 2d | Yuichi Hirose 1d    |